# Masayoshi Urabe
Pour les articles homonymes, voir Urabe.
Masayoshi Urabe (en japonais : 浦邊雅祥) est un musicien japonais, notamment connu pour son style physique intense d'improvisation libre au saxophone alto, utilisant de longs silences. Il est parfois comparé au dernier saxophoniste alto, Kaoru Abe.
Il a joué avec plusieurs musiciens underground japonais, tels que Chie Mukai (Ché-SHIZU), Kan Mikami (Sanjah), Hiroshi Hasegawa (Astro, C.C.C.C.), Junko (Hijokaidan) et le groupe de rock psychédélique Kousokuya. Il forma récemment le groupe Sanjah, avec le chanteur de folk/blues Kan Mikami et le batteur Toshi Ishizuka. Il officie également avec le danseur Yukiko Nakamura, qui est installé à Paris.

## Discographie
- Solo
  - Solo LP/CD (PSF, 1996)
  - Ju A Brute 2LP (aucun label, 2000)
  - Rock n Roll Breathing vidéo (There, 2001)
  - Urklang CD (Tiliqua, 2001)
  - Soingyokusaiseyo LP (Élevage de Poussière, 2002)
  - Ware wa seidai no kyojo zo CD (PSF, 2003)
  - Flag of Midsummer, CD (PSF, 2008)
- Collaborations
  - Nazareth CD avec Ché-SHIZU (PSF, 1993)
  - The Dark Spot CD avec Kousokuya (PSF, 1997)
  - Duo 1988 LP avec Hiroshi Hasegawa (Siwa, 1999)
  - Masayoshi Urabe & Gary Smith CD avec Gary Smith (Paratactile, 2001)
  - Dual Anarchism LP avec Chie Mukai (Siwa, 2002)
  - Dual Anarchism vidéo avec Chie Mukai (There, 2002)
  - Chi no kioku vidéo avec Yuji Itsumi (PSF, 2003)
  - V.A., PSF & Alchemy 20th Anniversary Live CD avec Junko (PSF, 2005)
  - Musen/Izu CD avec Sanjah (PSF, 2006)
  - V.A., Amaterasu 2CD (Fractal, 2003)
  - V.A., Undecided CD (PSF, 2004)
  - V.A., Somethings #1 CD (Last Visible Dog, 2007)

## Sources
- (en) Entretien paru dans la revue Opprobrium, numéro 5, juillet 1998, p.3-10.